# Acaulopage baculispora
Acaulopage baculispora är en svampart som beskrevs av Drechsler 1948. Acaulopage baculispora ingår i släktet Acaulopage och familjen Zoopagaceae.   Inga underarter finns listade i Catalogue of Life.